# Mesua paniculata
Mesua paniculata är en tvåhjärtbladig växtart som först beskrevs av Francisco Manuel Blanco, och fick sitt nu gällande namn av André Joseph Guillaume Henri Kostermans. Mesua paniculata ingår i släktet Mesua och familjen Calophyllaceae. Inga underarter finns listade i Catalogue of Life.